# Viação Pavunense
Viação Pavunense é uma empresa brasileira de transporte coletivo urbano da cidade do Rio de Janeiro.
Com sede no bairro de Anchieta, a empresa atua principalmente na região da Pavuna, na ligação da região com o Centro, com outros bairros da Zona Norte e na ligação entre sub-bairros da região da Pavuna.
Após a padronização imposta pelo poder público municipal em 2010, deixou suas cores originais e adotou a pintura do Consórcio Internorte. 

## Pedido de recuperação judicial
Em 16 de junho de 2021, a empresa pediu recuperação judicial por dificuldades financeiras. A ata foi aceita pelo Tribunal de Justiça do Rio de Janeiro 